# Деньги решают всё
«Де́ньги реша́ют всё» (англ. Money Talks) — американский комедийный боевик, режиссёра Бретта Ратнера. Премьера состоялась 22 августа 1997 года.

## Сюжет
Франклин Хатчетт (Крис Такер), мелкий спекулянт, отправляется в тюрьму, где он во время конвоирования сталкивается с другим преступником. Их двоих спасают, убив весь конвой, затем он узнаёт о его следующей краже. Франклин находит репортёра Джеймса Рассела (Чарли Шин), взявшего перед арестом интервью, который помогает ему опередить вора. Им приходится столкнуться с перестрелкой за краденое.

## В главных ролях
- Крис Такер — Франклин Хатчетт
- Чарли Шин — Джеймс Рассел
- Джерард Исмаил — Рэймонд Виллард
- Хизер Локлир — Грейс
- Элиз Нил — Пола
- Майкл Райт — Аарон
- Пол Сорвино — Тони Сиприани
- Ларри Ханкин — Роланд
- Пол Глисон — лейтенант Бобби Пикетт
- Вероника Картрайт — Конни Сиприани
- Дэмиан Чапа — Кармайн
- Фэйзон Лав — гей-сокамерник

## Саундтреки
| Год  | Название                                                      | Позиция | Позиция  | Сертификация (продажи) |
| Год  | Название                                                      | U.S.    | U.S. R&B | Сертификация (продажи) |
| ---- | ------------------------------------------------------------- | ------- | -------- | ---------------------- |
| 1997 | Деньги решают всё - Released: August 12, 1997 - Label: Arista | 37      | 6        | - US: Gold             |